# 杨荫东
杨荫东（1922年—2005年11月7日）陕西合阳人，中国共产党官员、情报人员，中央对台工作领导小组办公室主任、黄埔军校同学会副会长。

## 生平
杨荫东是合阳县同家庄乡同家庄村人。幼年丧母，由曾祖母赵氏抚养。6岁进私塾学习。13岁进入百良镇小学学习。抗日战争爆发后，1937年9月加入中华民族解放先锋队。同年11月赴延安，在陕北公学学习。
1938年夏，奉中共中央派遣，加入杨虎城所部国民革命军，在王屋山、中条山南麓接受军事教育，参加抗战。同年9月加入中国共产党。在中国国民党第一次反共高潮中，中共三十八军工委贯彻中共中央“荫蔽精干，长期埋伏，积蓄力量，以待时机”的方针，派杨荫东考入中国国民党中央陆军军官学校第七分校（西安分校）第十六期。1942年，又派杨荫东考入中国国民党步兵学校。1944年，中国国民党发动第三次反共高潮，蒋介石为瓦解经中共政治改造的国民革命军陆军第三十八军，调该军军长赵寿山到胡宗南第三集团军任总司令。经毛泽东同意，中共三十八军工委派杨荫东任赵寿山的随从参谋，到甘肃武威就任，在赵寿山和孙蔚如（第一战区副司令长官兼第四集团军总司令，不久改任第六战区司令长官）身边从事中共地下工作。其间，杨荫东在重庆陆军大学“甲级将官班”连续学习两期，习得大兵团作战知识，并且结识一批中国国民党高级将领。
1946年1月，为应对全面内战，原中共三十八军工委书记蒙鼎钧奉周恩来指示，派杨荫东在西安成立“军事情报组”，在胡宗南部核心刺探战略情报。1947年1月，杨荫东打入西安绥靖公署第七补给区司令部，任司令办公室少校参谋，后来升为中校参谋。1947年4月，借助杨荫东提供的情报，西北野战军取得蟠龙战役胜利，受西北野战军司令部嘉奖。1947年8月，陈谢大军太岳兵团进攻豫西，杨荫东提供了胡宗南作战计划情报，中共中央副主席周恩来奖给杨荫东所在情报组40两黄金。1948年2月，在瓦子街战役中，因提供情报及时准确，获得西北野战军司令员彭德怀嘉奖。1949年12月，余秋里在四川剑阁找到杨荫东，并电中共中央西北局派人将杨荫东接回西安，分配到中共中央西北局社会部工作，不久调到中共中央调查部工作。
1955年，中共中央成立对台工作小组及其办公室（办公室简称对台办）。对台办设在中共中央调查部，办公室主任由周恩来总理办公室主任齐燕铭兼，杨荫东负责具体工作。“文化大革命”后期，杨荫东兼任对台办副主任，任内配合中央有关部门参加了特赦战犯及台湾武装特务，清理监狱，宽大释放国民党县团以上人 员，落实投诚起义人员政策，处理右派等工作，持续五年。1979年底，邓小平亲自主持对台工作，邓颖超、廖承志负责中央对台工作领导小组，对台办被列为中央直属单位，杨荫东任对台办副主任。1982年春升任主任，1985年9月离职。1989年，杨荫东加入黄埔军校同学会，任副会长兼秘书长，1993年辞去秘书长职务，专任副会长。
2005年11月7日，黄埔军校同学会副会长杨荫东在北京病逝，享年83岁。2005年11月21日，杨荫东同志遗体告别仪式在北京八宝山革命公墓举行。